# Gélose TSC
La gélose Tryptone Sulfite Cyclo-sérine (T.S.C.) est un milieu de culture recommandé pour la recherche et le dénombrement des bactéries de l'espèce Clostridium perfringens et des germes anaérobies sulfito-réducteurs dans les eaux et les produits alimentaires.

## Historique
Le milieu TSC a été développé par Harmon et al. pour pouvoir cultiver la bactérie Clostridium perfringens et identifier facilement ses colonies sur la gélose. Il est basé sur le milieu sélectif appelé milieu Shahidi-Ferguson Perfringens (SFP agar), lui même étant une amélioration du milieu SPS. Ces milieux SFP et TSC utilisent l'activité de la lécithinase des C. perfringens pour créer une zone noircie sur la gélose. Du sac vitellin, déjà utilisé sur le milieu SFP, sert d'indicateur sur les premières versions du milieu TSC. Il est utilisé avec ou sans D-cyclo-sérine pour le contrôle des eaux. Ce dernier milieu, sans D-cyclo-sérine est aussi connu sous le nom de milieu sulfite de fer ou EY-free TSC agar (pour «Egg Yolk free» signifiant «sans sac vitellin»). Les modifications apportées par Hauschild et Hilsheimer ont permis de substituer le sac vitellin par d'autres éléments. 
En 1997, le milieu TSC est devenu la référence internationale pour le dénombrement des C. perfringens sous la norme ISO 7937:1997 avec comme recommandation, l'utilisation de la version plus simple sans sac vitellin et demeure la référence en 2022 sous la norme ISO 7937:2004,.

## Spécificité
La D-cyclo-sérine, ajoutée extemporanément au milieu de base, apporte une meilleure sélectivité pour Clostridium perfringens que la néomycine utilisée dans le milieu SFP et elle réduit la taille des halos noirs autour des colonies. Cette sélectivité n'est toutefois pas parfaite et d'autres espèces de Clostridium possédant aussi une lécithinase peuvent croître sur ce milieu impliquant que l'identification spécifique peut rester nécessaire,. La quantité de bactéries récupérée sur ce milieu TSC est légèrement plus faible que sur le milieu SFP mais plus sélective. Ce milieu TSC est aussi beaucoup plus sélectif que le milieu OPSPA car le milieu TSC inhibe la croissance des entérobactéries. Par contre, le milieu TSC n'empêche pas la croissance de Paraclostridium bifermentans (autrefois connue sous le nom de Clostridium bifermentans) alors que celle-ci est plus aléatoire sur milieu OPSPA. Pour améliorer la spécificité et réduire la croissance de C. bifermentans, il est recommandé d'élever la température de culture à 46 °C.
Parmi les espèces de Clostridium, le milieu TSC permet la croissance de Clostridium perfringens et de P. bifermentans mais pas celle de C. sporogenes et C. butyricum.

## Composition et identification
Ingrédients en grammes pour un litre d'eau distillée ou déminéralisée,.
| tryptone                    | 15.00 |
| --------------------------- | ----- |
| Bisulfite de sodium         | 1.00  |
| Peptone de soja             | 5,00  |
| Citrate ferrique ammoniacal | 1,00  |
| Extrait de levure           | 5.00  |
| Agar                        | 18.00 |

- pH final à 25 °C : 7,6 ± 0,2

La mise en culture s'effectue à 37 °C dans des conditions anaérobies et les colonies de C. perfringens' apparaissent au bout de 18 à 24 h sous la forme de colonies noires d'environ 1 mm à 5 mm de diamètre,. La coloration noire est obtenue par la réduction du fer et du sulfite par les bactéries ce qui entraîne l'apparition d'un précipité noir.